# Edisto (santo)
San Edisto (en italiano: Sant'Edisto), también conocido como Aristo, Orestes, Horestes, es venerado como mártir y santo por las iglesias católica  y ortodoxa.  Su leyenda afirma que fue martirizado en la Vía Laurentina y su passio sitúa su martirio durante el reinado de Nerón, el 12 de octubre del año 60 d. C.
Sus compañeros son nombrados como Thermantia (Termanzia), Christina, su sirvienta Victoria, y el sacerdote Priscus.

## Veneración
Durante el papado de Gregorio Magno existió en San Paolo fuori le Mura un monasterio dedicado a Edisto. En el siglo VII aún se veneraban allí sus reliquias, así como las de Cristina y Victoria. El sepulcro de Edisto se encontraba en el decimosexto hito de la Vía Ardeatina.  Allí existía una iglesia en su honor, que fue restaurada durante el papado de Adriano I (772-795).  También existió allí una finca papal (domusculta) llamada Sancti Edisti.
Es patrón de una antigua iglesia en el Monte Soratte, cerca de la cual una ciudad, Sant'Oreste, lleva su nombre.  La primera mención de Sant'Oreste la hace Benito de Soracte en su Chronicon del año 747 d. C., en la que menciona a Curtis Sancii Heristi. Una fuente afirma que el topónimo deriva de la familia de los Aristi o Edisti.  Un miembro de esta familia fue martirizado por su fe hacia el año 68 d. C.  Las corrupciones lingüísticas transformaron el nombre de Sanctus Edistus en Sanctus Heristus, Santo Resto, San Tresto, Sant'Oreste.
.

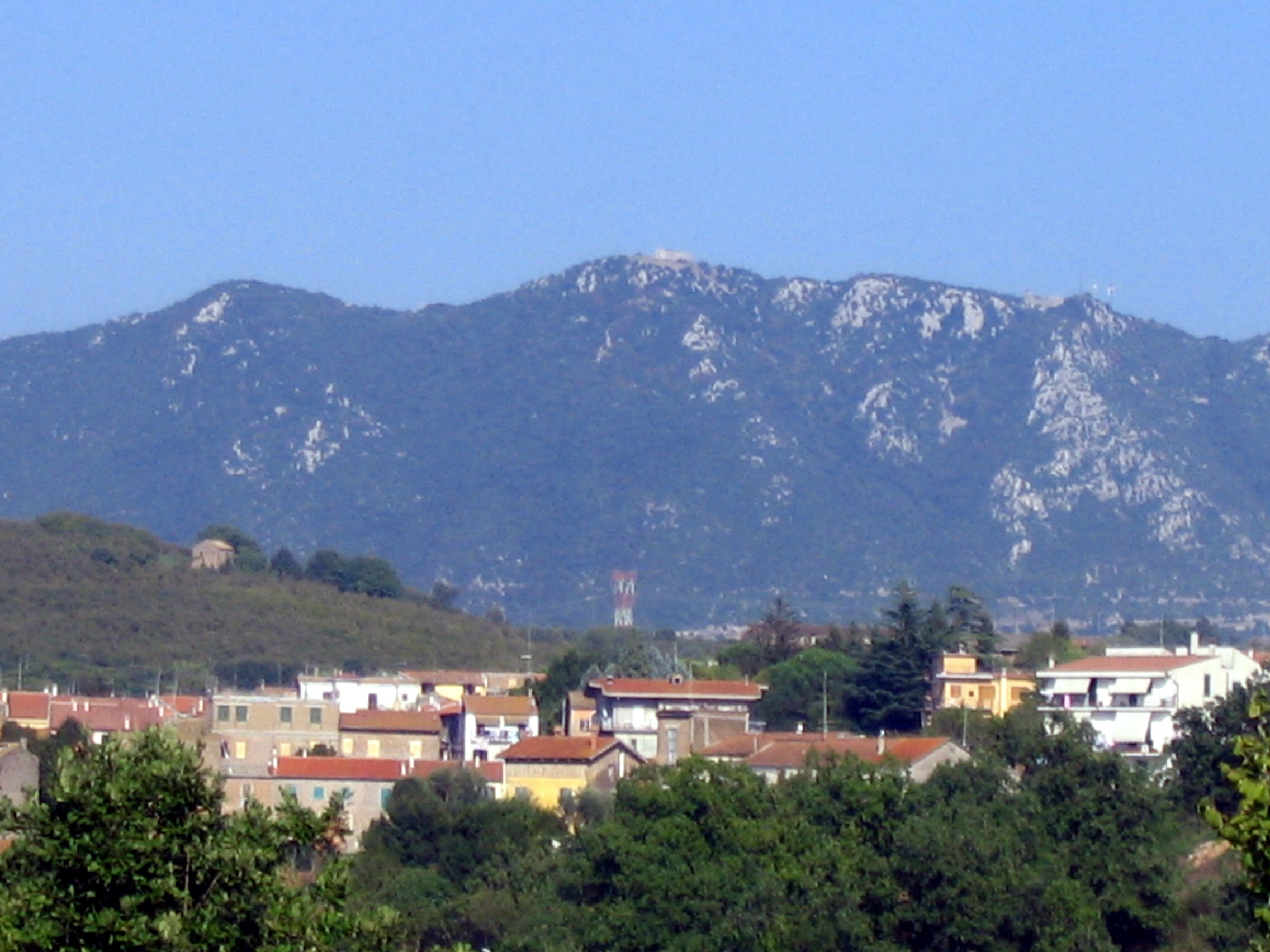
Monte Soratte visto desde Vía Flaminia

Según el relato legendario de su martirio, era un soldado que había sido bautizado por San Pedro.  En un lugar llamado Laurento, un arenal (arenario), Edisto participó en una misa en la que oficiaba Prisco.  Thermantia, Christina y la sirvienta Victoria estaban presentes.  Cuando fueron descubiertos por las autoridades, fueron enterrados vivos en el mismo foso de arena, a excepción de Victoria, que logró escapar, pero que más tarde fue asesinada en un bosque cercano..
Una iglesia y una aldea crecieron en el sitio del arenal.  Se trataba del curtis Sancti Heristi.  Más tarde, la aldea se trasladó a las laderas del monte Soratte para defenderse mejor de los asaltantes.  Esto se convirtió en el Castrum Sancti Heristi, más tarde Sant'Oreste. La iglesia románica  de Sant'Edisto todavía existe.